# Aeropuerto de Bellavista
El Aeropuerto de Bellavista (OACI: SPBS) es un aeródromo peruano que sirve a la localidad de Jéberos, en el distrito homónimo, dentro de la provincia de Alto Amazonas, en el oeste del departamento de Loreto.